# Iñaki Ardanaz
Iñaki Ardanaz (Agoitz, Navarra; 1984) es un actor español de cine, televisión y teatro.

## Biografía
Iñaki Ardanaz nació en Agoitz en 1984. Con dieciocho años, se trasladó a Madrid para formarse en una escuela de interpretación. En 2007 hizo sus primeras apariciones en televisión en Planta 25 y Hospital Central. Debutó en cine en 2013 con La herida, de Fernando Franco García.
Posteriormente, ha participado en ficciones televisivas como Seis hermanas en TVE, La víctima número 8 en ETB, La línea invisible en Movistar+ o Caronte en Prime Video. También ha interpretado numerosos papeles en la gran pantalla como en Ana de día de Andrea Jaurrieta o Tiempo después de José Luis Cuerda, las cuales ha compaginado con el teatro en las obras Los miércoles no existen o ¿Qué hacemos con Walter?, entre otras.
En 2020 interpreta a Txepo en el galardonado largometraje Ane de David Pérez Sañudo. En 2021 protagoniza la serie de Movistar+ Paraíso, dirigida por Fernando González Molina, donde interpreta a Mario Merino.
En marzo de 2025 coprotagonizó Los aitas una película de Borja Cobeaga.

## Filmografía

### Cine
| Año  | Título         | Personaje | Director               |
| ---- | -------------- | --------- | ---------------------- |
| 2013 | La herida      | Camarero  | Fernando Franco García |
| 2013 | #Sequence      | Jaime     | Javier Marco           |
| 2014 | Lasa y Zabala  | Marrero   | Pablo Malo             |
| 2018 | Ana de día     | Iván      | Andrea Jaurrieta       |
| 2018 | Tiempo después | Florián   | José Luis Cuerda       |
| 2020 | Ane            | Txepo     | David Pérez Sañudo     |
| 2023 | Camino         | Tito      | Birgitte Stærmose      |
| 2025 | Los aitas      | Padre     | Borja Cobeaga          |

### Televisión
| Año         | Título                         | Personaje       | Canal              | Notas         |
| ----------- | ------------------------------ | --------------- | ------------------ | ------------- |
| 2007        | Planta 25                      | Vecino          | Canal 9            | 1 episodio    |
| 2007        | Hospital Central               | Celador         | Telecinco          | 1 episodio    |
| 2011        | El asesinato de Carrero Blanco | Txirulo         | TVE                | 2 episodios   |
| 2014        | El fin de la comedia           | Fan             | Comedy Central     | 1 episodio    |
| 2015        | El Partido                     | Gorka           | ETB                | 1 episodio    |
| 2016 - 2017 | Seis hermanas                  | Tristán Bellido | TVE                | 100 episodios |
| 2017 - 2018 | Amar es para siempre           | Josean          | Antena 3           | 3 episodios   |
| 2018        | La víctima número 8            | Gaizka Azkárate | ETB / Netflix      | 8 episodios   |
| 2020        | Caronte                        | Bernardo Santos | Prime Video        | 7 episodios   |
| 2020        | La línea invisible             | Iñaki           | Movistar+          | 1 episodio    |
| 2021 - 2022 | Paraíso                        | Mario Merino    | Movistar+          | 15 episodios  |
| 2022        | No me gusta conducir           | Padre de Pablo  | TNT                | 2 episodios   |
| 2023        | El internado: Las Cumbres      | Inspector López | Amazon Prime Video |               |